# گاورنر موریس (نویسنده)
گاورنر موریس (به انگلیسی: Gouverneur Morris IV) (۱۹۵۳-۱۸۷۶)، نویسنده رمان‌های عامه‌پسند، نتیجه گاورنر موریس سناتور نیویورک در سال‌های ۱۸۰۰ تا 1803 است. تعدادی از رمان‌های او تا به حال فیلم شده است. به عنوان مثال می‌توان به فیلم تاوان اشاره کرد.